# Miss K8
Kateryna Kremko (en ucraïnès: Катерина Кремко), coneguda pel nom artístic de Miss K8, (nascuda a Kíev, Ucraïna) és un discjòquei i productora musical ucraïnesa. Havent participat en festivals de música com Defqon 1 i Masters of Hardcore obtingué reconeixement per les seves actuacions.

## Carrera
Publicà el seu senzill de debut l'any 2012 sota el títol «Unforgettable», el qual fou publicat al segell discogràfic de Masters of Hardcore. El seu EP de debut, "Divide & Conquer", el qual col·laborà amb Angerfist fou alliberat per cap d'any. Al 2013 alliberà el seu EP "Breathless". Al 2015 debutà a la classificació Top100 de DJs de la revista DJ Magazine en el 94è lloc. El seu àlbum d'estudi de debut MAGNET fou publicat el 26 de març de 2016. L'any 2017 actuà, juntament amb Angerfist, al festival Escape Halloween a càrrec de la promotora Insomniac.

## Discografia

### Àlbums d'estudi
| Títol  | Any  |
| ------ | ---- |
| MAGNET | 2016 |

### Extended Plays
| Títol                            | Any  |
| -------------------------------- | ---- |
| Divide & Conquer (amb Angerfist) | 2012 |
| Breathless                       | 2013 |
| The Posion                       | 2015 |

### Senzills
| Títol                                           | Any  |
| ----------------------------------------------- | ---- |
| "Unforgettable"                                 | 2012 |
| "Metropolis of Massacre" (amb MC Nolz)          | 2014 |
| "New World Order" (amb Angerfist)               | 2014 |
| "Scream" (amb Radical Redemption feat. MC Nolz) | 2016 |
| "St8ment"                                       | 2017 |
| "Resolute Power" (feat. MC Nolz)                | 2017 |
| "Temper"                                        | 2018 |